# Туризм в Тверской области

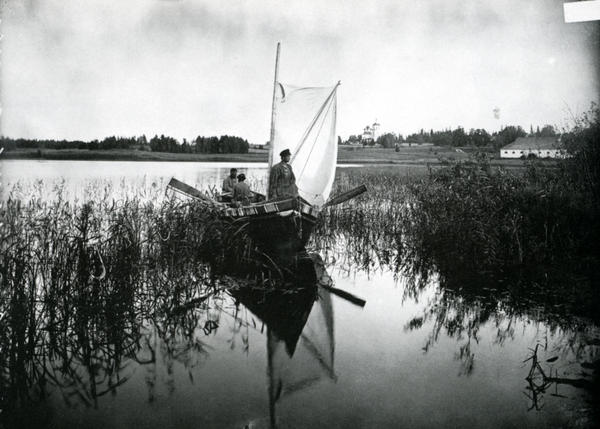
Парусное судно на озере Селигер в 1900-х годах

Туризм в Тверской области — одна из отраслей экономики Тверской области. Подразделяется на деловой, экологический, культурно-познавательный, отдых во время выходных дней, экстремальные виды отдыха на воде и парусный спорт.

## Описание
Тверская область в 1980-е годы занимала 2 место в РСФСР по количеству туристов, затем наблюдался спад и, начиная с 2000 года, рост числа туристов возобновился. На начало 2011 года насчитывался 181 объект размещения, более чем на 18 000 мест. За период с 2007 по 2012 год поток туристов увеличился с 980 тыс. человек в год до 1 млн. 380 человек.
14 городов получили в 2002 году «исторический» статус, действует 9 монастырей, 5 профессиональных театров.

## Направления туризма
- рекреационный отдых (более половины всех отдыхающих)
- экускурсионно-познавательный (26 % от числа посещений)
- курортный отдых и лечение (19 % от числа туристов)

## Главные центры
Действует 8 туристических кластеров:
- кластер Селигер, куда входят система верхневолжских озёр, исток реки Волги.
- кластер «Карельская тропа» проходит через Лихославльский, Рамешковский, Спировский, Максатихинский районы.
- кластер «Московское море», на берегу которого строится Большое Завидово, «Конаково Ривер Клаб»
- кластер «Великое Троеградье», куда входят Тверь, Торжок и Старица
- кластер «Русская Венеция» в Вышнем Волочке, куда входят Вышневолоцкое водохранилище, Дача «Чайка» и Академическая дача
- кластер «Бежецкий верх» с центром в Бежецке и Весьегонске
- кластер «Балтийская стрела» с центрами в Ржеве и Торопце, куда входят также Центрально-Лесной заповедник и биостанция «Чистый лес»
- кластер «Жемчужная нить» (Кимры, Калязин, Кашин, аэродром Борки, Уницы)

Главными являются города Тверь, Торжок, Старица, Вышний Волочёк, Ржев и Торопец.

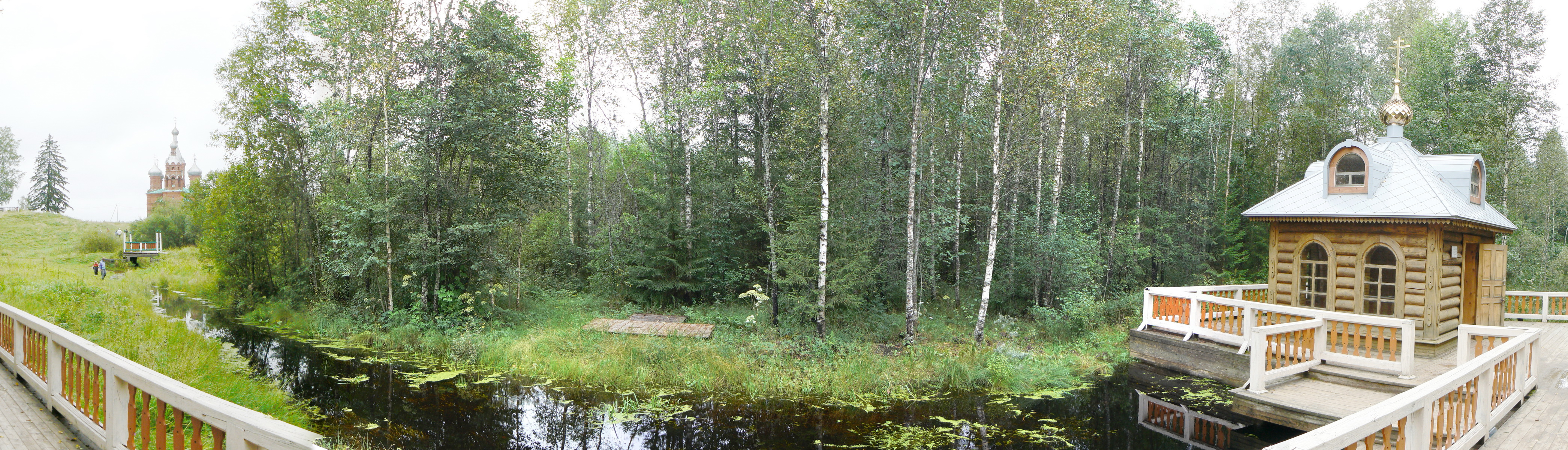
Исток Волги

Действует маршрут Пушкинское кольцо Верхневолжья.
В области находится свыше 5 тысяч памятников археологии и более 9 тысяч памятников истории и культуры. Наиболее известны из них:
- Императорский Путевой дворец в Твери
- Монастырь Нилова пустынь
- Борисоглебский Новоторжский монастырь
- Свято-Успенский Старицкий монастырь
- Каналы Вышневолоцкой водной системы
- Усадьбы (Берново, Василёво, Знаменское-Раёк, Малинники, Прямухино, Степановское-Волосово, Чертолино)

## Крупные фестивали

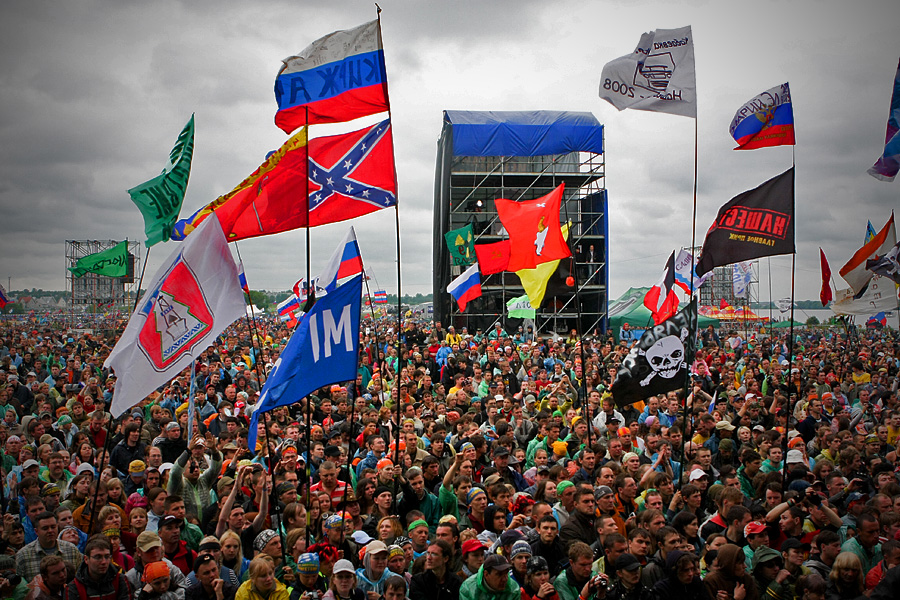
На фестивале Нашествие

- Нашествие — один из крупнейших фестивалей музыки в СНГ
- Фестиваль «Распахнутые ветра»
- Лемешевский музыкальный праздник
- Фестиваль шансона, посвященный памяти М. Круга
- Фольклорный фестиваль «Троицкие гуляния» в Василёво
- Всероссийский театральный фестиваль «Тверское Золотое Кольцо»
- Всероссийский конкурс исполнителей на народных инструментах им. Василия Васильевича Андреева
- Всероссийский фестиваль искусств «Музыкальные вечера на Селигере»
- Всероссийский конкурс юных скрипачей, альтистов и виолончелистов им. А. Б. Корсакова
- Всероссийский фестиваль театров малых городов России
- Международный фестиваль «Играй, баян»
- Всероссийский конкурс вокалистов-любителей
- Гастрономический фестиваль трактирной еды «У Пожарского в Торжке…»

## Народные промыслы и ремёсла
- Торжокское золотное шитьё
- Ведновская строчка
- Калязинское кружево
- Кимрское лоскутное шитьё
- Тверская деревянная игрушка
- Конаковский фаянс
- Роспись по дереву